# Liste von Burgen, Schlössern und Festungen im Département Ain
Die Liste von Burgen, Schlössern und Festungen im Département Ain listet bestehende und abgegangene Anlagen im Département Ain auf. Das Département zählt zur Region Auvergne-Rhône-Alpes in Frankreich.

Wappen des Départements Ain (01)
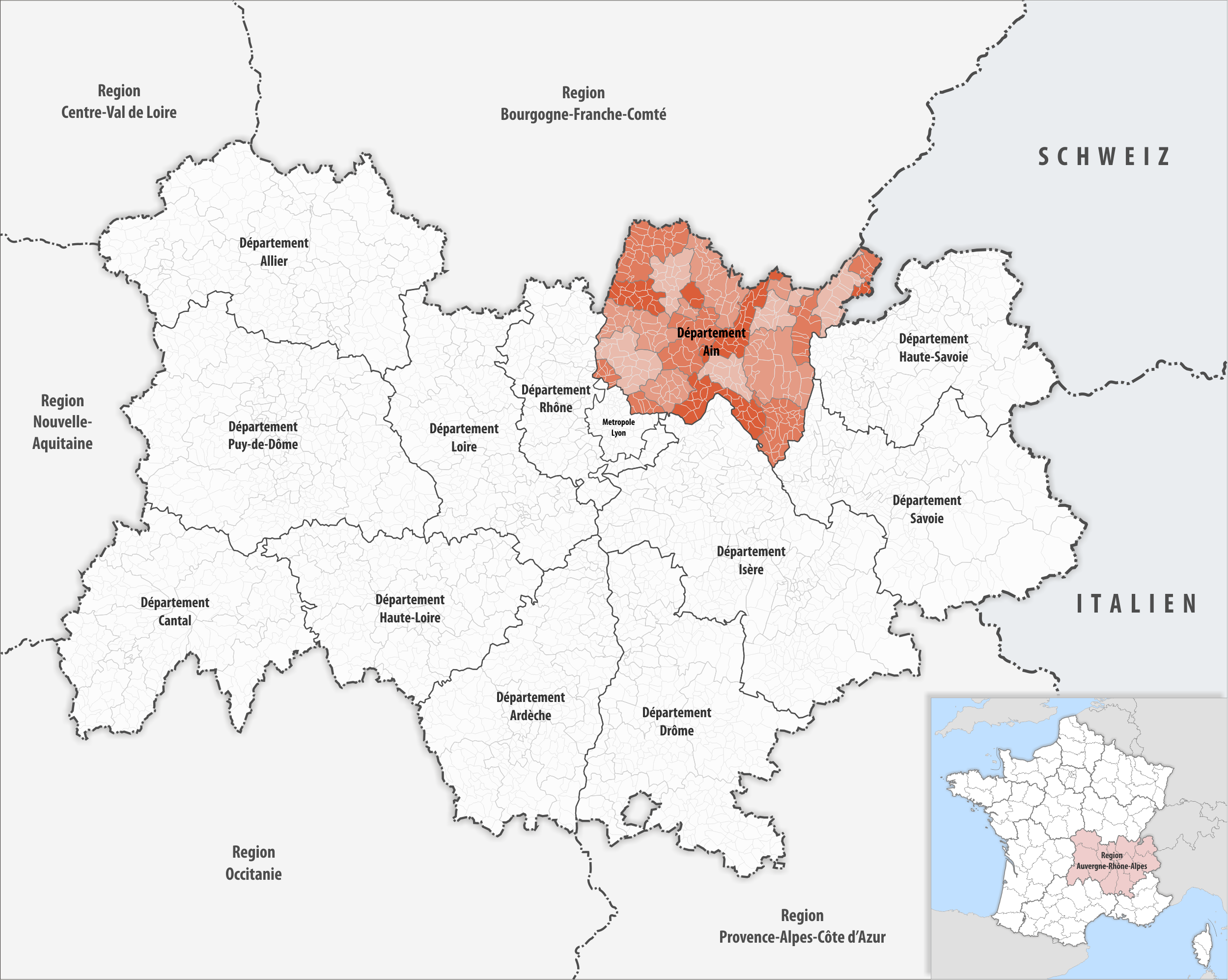
Lage des Départements Ain in der Region Auvergne-Rhône-Alpes
Lage der Region Auvergne-Rhône-Alpes in Frankreich

## Liste
Bestand am 11. September 2021: 177
| Name deu / fra                                                                        | Gemeinde / Lage                                        | Typ (Untertyp)        | Bemerkungen | Bild |
| ------------------------------------------------------------------------------------- | ------------------------------------------------------ | --------------------- | --- | ---- |
| Burg L’Abergement-Clémenciat Vieux Bourg de L'Abergement-Clémenciat                   | L’Abergement-Clémenciat 46,159061° N, 4,91989° O       | Burg                  | Ruine einer mittelalterlichen Burg, der eine noch ältere Erdhügelburg nordöstlich davon vorausging                    |      |
| Schloss L’Abergement-Clémenciat Château de L'Abergement-Clémenciat                    | L’Abergement-Clémenciat 46,158532° N, 4,918805° O      | Schloss               | Neuzeitliches Schloss südlich der mittelalterlichen Burgruine, errichtet um 1700 und im 19. Jahrhundert neu gestaltet |      |
| Burg Les Allymes Château des Allymes                                                  | Ambérieu-en-Bugey 45,973611° N, 5,410278° O            | Burg (Höhenburg)      | Mittelalterliche Höhenburg mit zwei Türmen                                                                            |      |
| Burg Ambérieux-en-Dombes Château d'Ambérieux-en-Dombes                                | Ambérieux-en-Dombes 45,997114° N, 4,90303° O           | Burg                  | Die Burgruine im Zentrum des Ortes besteht aus drei Türmen, einem Kerker und den Überresten einer Kapelle             |      |
| Schloss Ambronay Château d'Ambronay (Schloss Blains)                                  | Ambronay 46,0077° N, 5,3611° O                         | Schloss               | Das Schloss liegt im Ort nördlich der Benediktinerabtei Notre-Dame und war zeitweilig das Rathaus (Hotel de Ville)    |      |
| Burg Andert Château d'Andert                                                          | Andert-et-Condon 45,78204° N, 5,663152° O              | Burg (Höhenburg)      | Wurde im 19. Jahrhundert zum Teil im neugotischen Stil umgestaltet                                                    |      |
| Schloss Anglefort Château d'Anglefort                                                 | Anglefort 45,91322° N, 5,812744° O                     | Schloss               | Ursprünglich eine Burg, wurde im 18. Jahrhundert in ein Schloss umgewandelt, heute baufällig                          |      |
| Schloss L’Aumusse Château de l'Aumusse                                                | Crottet 46,289505° N, 4,90193° O                       | Schloss               | Im 19. Jahrhundert wiederaufgebaut                                                                                    |      |
| Schloss Les Avaneins Château des Avaneins                                             | Mogneneins 46,143746° N, 4,819282° O                   | Schloss               | Erhalten |      |
| Fort Les Bancs Fort-les-Bancs                                                         | Virignin 45,714495° N, 5,723662° O                     | Festung (Fort)        | In den 1840er Jahren errichtet                                                                                        |      |
| Schloss La Barre Château de la Barre                                                  | Brégnier-Cordon 45,63216° N, 5,6227° O                 | Schloss               | |      |
| Schloss La Bâtie Château de la Bâtie                                                  | Montceaux 46,095555° N, 4,824722° O                    | Schloss               | |      |
| Schloss Beau-Logis Château de Beau-Logis                                              | Mionnay 45,895901° N, 4,966716° O                      | Schloss               | |      |
| Schloss Beaujeu Château de Beaujeu                                                    | Romans 46,12086° N, 5,007639° O                        | Schloss               | Erhalten |      |
| Schloss Beaumont Château de Beaumont                                                  | Saint-Étienne-sur-Chalaronne 46,157793° N, 4,859024° O | Schloss               | |      |
| Schloss Beauregard Château de Beauregard                                              | Beauregard 46,000679° N, 4,754279° O                   | Schloss               | |      |
| Burg Beauretour Château de Beauretour                                                 | Saint-Germain-les-Paroisses 45,781445° N, 5,623545° O  | Burg                  | Ruine |      |
| Schloss Bellevue Château de Bellevue                                                  | Saint-Didier-sur-Chalaronne 46,190186° N, 4,830784° O  | Schloss               | |      |
| Schloss Béost Château de Béost                                                        | Vonnas                                                 | Schloss               | |      |
| Schloss Bey Château médiéval de Bey                                                   | Bey 46,21269° N, 4,850126° O                           | Schloss               | |      |
| Schloss Bouchet Château Bouchet                                                       | Fareins 46,020158° N, 4,76355° O                       | Schloss               | |      |
| Burg Bouligneux Château de Bouligneux                                                 | Bouligneux 46,0242° N, 4,99125° O                      | Burg                  | |      |
| Schloss Bourdonnel Château de Bourdonnel                                              | Saint-André-d’Huiriat 46,207379° N, 4,925961° O        | Schloss               | |      |
| Schloss Brénon Château de Brénon                                                      | Saint-Just 46,184687° N, 5,282444° O                   | Schloss               | |      |
| Schloss Le Breuil-de-Monthieux Château du Breuil-de-Monthieux (Domaine du Gouverneur) | Monthieux 45,96648° N, 4,93211° O                      | Schloss               | Heute ein Hotel |      |
| Schloss La Bruyère Château de La Bruyère                                              | Saint-Bernard 45,951661° N, 4,736159° O                | Schloss               | |      |
| Burg Buenc Donjon de Buenc                                                            | Hautecourt-Romanèche 46,15819° N, 5,407435° O          | Burg (Turm)           | Ruine, nur der Wehr- und Wohnturm (Donjon) ist erhalten                                                               |      |
| Schloss Le Carillon Château du Carillon                                               | Mogneneins 46,148859° N, 4,817614° O                   | Schloss               | |      |
| Schloss Challes Château de Challes                                                    | Saint-Didier-sur-Chalaronne 46,175869° N, 4,799031° O  | Schloss               | |      |
| Schloss Champdor Château de Champdor                                                  | Champdor 46,014814° N, 5,597625° O                     | Schloss               | |      |
| Schloss Chanay Château de Chanay                                                      | Chanay                                                 | Schloss               | |      |
| Schloss Chânes Château de Chânes                                                      | Béligneux 45,848706° N, 5,160436° O                    | Schloss               | |      |
| Schloss Châtenay Château de Châtenay                                                  | Chanoz-Châtenay 46,186237° N, 5,019078° O              | Schloss               | |      |
| Schloss Le Chapuis Château du Chapuis                                                 | Romans 46,124045° N, 4,989386° O                       | Schloss               | |      |
| Schloss La Chassagne Château de la Chassagne                                          | Neuville-les-Dames 46,143726° N, 4,988823° O           | Schloss               | |      |
| Burg Châtillon-sur-Chalaronne Château de Châtillon-sur-Chalaronne                     | Châtillon-sur-Chalaronne 46,117557° N, 4,95522° O      | Burg                  | Ruine |      |
| Schloss Chavagneux Château de Chavagneux                                              | Genouilleux 46,126549° N, 4,797453° O                  | Schloss               | |      |
| Schloss Chazey-sur-Ain Château de Chazey-sur-Ain                                      | Chazey-sur-Ain 45,895653° N, 5,253396° O               | Schloss               | |      |
| Schloss Chenavel Château de Chenavel                                                  | Jujurieux 46,065° N, 5,386667° O                       | Schloss               | |      |
| Schloss Chevigney Château de Chevigney                                                | Neuville-les-Dames 46,162945° N, 5,003162° O           | Schloss               | |      |
| Schloss Chiloup Château Chiloup                                                       | Dagneux 45,8498° N, 5,0746° O                          | Schloss               | |      |
| Schloss Chiloup Château de Chiloup                                                    | Saint-Martin-du-Mont 46,0838° N, 5,298929° O           | Schloss               | |      |
| Schloss Cillery Château de Cillery                                                    | Jassans-Riottier 45,995278° N, 4,755278° O             | Schloss               | |      |
| Schloss Clerdan Château de Clerdan                                                    | Romans 46,106173° N, 4,986489° O                       | Schloss               | |      |
| Schloss Coiselet Château de Coiselet                                                  | Matafelon-Granges 46,2896° N, 5,5875° O                | Schloss               | |      |
| Schloss Corcelles Château de Corcelles                                                | Trévoux 45,9474° N, 4,7617° O                          | Schloss               | |      |
| Burg Cordon Château de Cordon                                                         | Brégnier-Cordon 45,623611° N, 5,625833° O              | Burg                  | Ruine |      |
| Burg Cornillon Château de Cornillon                                                   | Saint-Rambert-en-Bugey 45,949778° N, 5,438144° O       | Burg                  | Ruine |      |
| Schloss Crassy Château de Crassy                                                      | Divonne-les-Bains 46,356389° N, 6,133889° O            | Schloss               | |      |
| Burg Cuchet Château de Cuchet                                                         | Saint-Sorlin-en-Bugey 45,882933° N, 5,376411° O        | Burg                  | Ruine |      |
| Burg La Cueille Château de la Cueille                                                 | Poncin 46,108403° N, 5,422719° O                       | Burg                  | |      |
| Schloss Le Déaux Château du Déaux                                                     | Mogneneins 46,158713° N, 4,814492° O                   | Schloss               | |      |
| Schloss Divonne Château de Divonne                                                    | Divonne-les-Bains 46,356389° N, 6,133889° O            | Schloss               | |      |
| Burg Dorches Château de Dorches                                                       | Chanay 45,996619° N, 5,794955° O                       | Burg                  | Ruine |      |
| Schloss Dortan Château de Dortan                                                      | Dortan 46,317518° N, 5,660071° O                       | Schloss               | |      |
| Schloss Douglas Château de Douglas                                                    | Montréal-la-Cluse 46,186019° N, 5,572362° O            | Schloss               | |      |
| Schloss Les Éclaz Château des Éclaz                                                   | Cheignieu-la-Balme 45,824897° N, 5,603961° O           | Schloss               | |      |
| Schloss Épeyssoles Château d'Épeyssoles                                               | Vonnas                                                 | Schloss               | |      |
| Schloss La Falconnière Château de la Falconnière                                      | Saint-André-d’Huiriat 46,213401° N, 4,920576° O        | Schloss               | |      |
| Schloss Ferney-Voltaire Château de Ferney-Voltaire                                    | Ferney-Voltaire 46,255833° N, 6,108055° O              | Schloss               | |      |
| Schloss Fetan Château de Fetan                                                        | Trévoux 45,943033° N, 4,749784° O                      | Schloss               | |      |
| Schloss Fléchères Château de Fléchères                                                | Fareins 46,031524° N, 4,758358° O                      | Schloss (Lustschloss) | |      |
| Schloss Fleyriat Château de Fleyriat                                                  | Viriat 46,2278° N, 5,2101° O                           | Schloss               | |      |
| Schloss La Garde Château de la Garde                                                  | Bourg-en-Bresse 46,183646° N, 5,257937° O              | Schloss               | |      |
| Schloss Genoud Château de Genoud                                                      | Certines 46,125939° N, 5,267408° O                     | Schloss               | |      |
| Schloss Gourdans Château de Gourdans                                                  | Saint-Jean-de-Niost 45,8293° N, 5,2272° O              | Schloss               | |      |
| Schloss Le Grand-Casset Château du Grand-Casset                                       | La Boisse 45,847999° N, 5,036601° O                    | Schloss               | |      |
| Schloss Les Greffets Château des Greffets                                             | Viriat 46,252757° N, 5,18699° O                        | Schloss               | |      |
| Schloss La Griffonnière Château de la Griffonnière                                    | Bâgé-Dommartin 46,308991° N, 4,941385° O               | Schloss               | |      |
| Schloss Grillerin Château de Grillerin                                                | Revonnas 46,159046° N, 5,328303° O                     | Schloss               | |      |
| Schloss Grilly Château de Grilly                                                      | Grilly 46,328056° N, 6,114861° O                       | Schloss               | |      |
| Burg Groslée Château de Groslée                                                       | Groslée-Saint-Benoît 45,714027° N, 5,560809° O         | Burg                  | Ruine |      |
| Schloss Honoré d’Urfé Château d'Honoré d'Urfé                                         | Virieu-le-Grand 45,847527° N, 5,645872° O              | Schloss               | |      |
| Schloss Hostel Château d'Hostel                                                       | Belmont-Luthézieu 45,8872° N, 5,6639° O                | Schloss               | |      |
| Burg Jasseron Château de Jasseron                                                     | Jasseron 46,216768° N, 5,334206° O                     | Burg                  | Ruine |      |
| Schloss Joyeux Château de Joyeux                                                      | Joyeux 45,965988° N, 5,098847° O                       | Schloss               | |      |
| Schloss Juis Château de Juis                                                          | Savigneux 45,98502° N, 4,850804° O                     | Schloss               | |      |
| Burg Léaz Château de Léaz                                                             | Léaz 46,098739° N, 5,888998° O                         | Burg                  | Ruine |      |
| Schloss Loize Château de Loize                                                        | Saint-Cyr-sur-Menthon 46,292611° N, 4,972541° O        | Schloss (Herrenhaus)  | |      |
| Burg Longecombe Château de Longecombe                                                 | Hauteville-Lompnes 45,94968° N, 5,550563° O            | Burg                  | Ruine |      |
| Schloss Longes Château de Longes                                                      | Sulignat 46,185134° N, 4,976202° O                     | Schloss               | |      |
| Schloss Loriol Château de Loriol                                                      | Confrançon 46,278987° N, 5,040021° O                   | Schloss               | |      |
| Schloss Loyes Château de Loyes                                                        | Villieu-Loyes-Mollon 45,92667° N, 5,230671° O          | Schloss               | |      |
| Burg Luisandre Château de Luisandre                                                   | Saint-Rambert-en-Bugey 45,978056° N, 5,418611° O       | Burg                  | Ruine |      |
| Schloss Luponnas Château de Luponnas                                                  | Vonnas                                                 | Schloss               | |      |
| Schloss Mâchuraz Château de Mâchuraz                                                  | Vieu 45,89876° N, 5,682378° O                          | Schloss               | |      |
| Schloss La Madeleine Château de la Madeleine                                          | Bourg-en-Bresse 46,201746° N, 5,216103° O              | Schloss               | |      |
| Schloss Marcel Château Marcel                                                         | Saint-Jean-de-Niost 45,8281° N, 5,2189° O              | Schloss               | |      |
| Schloss Mareste Château de Mareste                                                    | Chavannes-sur-Reyssouze 46,430359° N, 5,012619° O      | Schloss               | |      |
| Schloss Marnix Château de Marnix                                                      | Parves et Nattages 45,71636° N, 5,757551° O            | Schloss               | |      |
| Burg Meillonnas Château de Meillonnas                                                 | Meillonnas 46,243976° N, 5,351316° O                   | Burg                  | Nur der Wehrturm (Donjon) ist erhalten                                                                                |      |
| Schloss Meximieux Château de Meximieux                                                | Meximieux 45,9072° N, 5,1908° O                        | Schloss               | |      |
| Burg Miribel Château de Miribel (Vieux château du Mas Rillier)                        | Miribel 45,829169° N, 4,949025° O                      | Burg                  | Ruine |      |
| Schloss Montagnieu Château de Montagnieu                                              | Montagnieu 45,791178° N, 5,470851° O                   | Schloss               | |      |
| Schloss Montbriand Château de Montbriand                                              | Messimy-sur-Saône 46,04335° N, 4,764504° O             | Schloss               | |      |
| Burg Le Montellier Château du Montellier                                              | Le Montellier 45,942709° N, 5,074332° O                | Burg                  | |      |
| Schloss Montépin Château de Montépin                                                  | Bâgé-Dommartin 46,295737° N, 4,940308° O               | Schloss               | |      |
| Schloss Montferrand Château de Montferrand                                            | Lagnieu 45,903947° N, 5,346038° O                      | Schloss               | |      |
| Burg Montgriffon Château de Montgriffon                                               | Nivollet-Montgriffon                                   | Burg                  | Abgegangen |      |
| Festes Haus Montherot Maison forte de Montherot                                       | Balan 45,833979° N, 5,094567° O                        | Schloss (Festes Haus) | Ursprünglich eine Burg, dann ein Schloss, ist es heute eine Schule für Lebensmittelkunde und Kochen                   |      |
| Burg Montluel Château de Montluel                                                     | Montluel 45,853449° N, 5,051994° O                     | Burg                  | Ruine |      |
| Schloss Montplaisant Château de Montplaisant                                          | Montagnat 46,172368° N, 5,2938° O                      | Schloss               | |      |
| Burg Montréal Château de Montréal                                                     | Montréal-la-Cluse 46,186149° N, 5,56725° O             | Burg                  | Ruine |      |
| Schloss Montribloud Château de Montribloud                                            | Saint-André-de-Corcy 45,9169° N, 4,9144° O             | Schloss               | |      |
| Schloss Montvéran Château de Montvéran                                                | Culoz 45,8499° N, 5,777199° O                          | Schloss               | |      |
| Burg Montvert Tour de Montvert                                                        | Lagnieu 45,917387° N, 5,352581° O                      | Burg (Turm)           | Ruine |      |
| Schloss Murs Château de Murs                                                          | Murs-et-Gélignieux 45,641332° N, 5,66607° O            | Schloss               | |      |
| Schloss Musinens Château de Musinens                                                  | Bellegarde-sur-Valserine 46,115358° N, 5,8202° O       | Schloss               | |      |
| Schloss Noirefontaine Château de Noirefontaine                                        | Montagnat 46,166995° N, 5,267853° O                    | Schloss               | |      |
| Schloss Pennesuyt Château de Pennesuyt                                                | Bourg-en-Bresse 46,202216° N, 5,25451° O               | Schloss               | |      |
| Schloss Peyrieu Château de Peyrieu                                                    | Peyrieu 45,681419° N, 5,672759° O                      | Schloss               | |      |
| Kartause Pierre-Châtel Chartreuse de Pierre-Châtel                                    | Virignin 45,710547° N, 5,723242° O                     | Burg (Kartause)       | Befestigtes Kloster im Mittelalter                                                                                    |      |
| Schloss Pionneins Château de Pionneins                                                | Illiat 46,186157° N, 4,872496° O                       | Schloss               | |      |
| Schloss Le Plantay Château du Plantay                                                 | Le Plantay 46,021775° N, 5,081306° O                   | Schloss               | |      |
| Schloss Polletins Château de Polletins                                                | Mionnay 45,896586° N, 4,917289° O                      | Schloss               | |      |
| Schloss Pommier Château de Pommier                                                    | Saint-Martin-du-Mont 46,1074° N, 5,3297° O             | Schloss               | |      |
| Schloss Poncin Château de Poncin                                                      | Poncin 46,086879° N, 5,410497° O                       | Schloss               | |      |
| Schloss Pont-d’Ain Château de Pont-d'Ain                                              | Pont-d’Ain 46,0525° N, 5,344722° O                     | Schloss               | |      |
| Schloss Pont-de-Veyle Château de Pont-de-Veyle                                        | Pont-de-Veyle 46,265794° N, 4,884762° O                | Schloss               | |      |
| Schloss Prévessin-Moëns Château de Prévessin-Moëns                                    | Prévessin-Moëns 46,254321° N, 6,074324° O              | Schloss               | |      |
| Schloss Pyrimont Château de Pyrimont                                                  | Chanay 46,01187° N, 5,804676° O                        | Schloss               | |      |
| Schloss Les Quinsonnas Château des Quinsonnas                                         | Chanay 46,00577° N, 5,78615° O                         | Schloss               | |      |
| Schloss Richemont Château de Richemont                                                | Villette-sur-Ain 46,00934° N, 5,271623° O              | Schloss               | |      |
| Herrenhaus La Rigaudière Manoir de la Rigaudière                                      | Jassans-Riottier 45,969288° N, 4,755889° O             | Schloss (Herrenhaus)  | |      |
| Schloss Rivoire Château de Rivoire                                                    | Montagnat 46,159523° N, 5,300842° O                    | Schloss               | |      |
| Schloss La Roche Château de La Roche                                                  | Saint-Martin-du-Mont 46,0955° N, 5,3189° O             | Schloss               | |      |
| Burg Rochefort-sur-Séran Château de Rochefort-sur-Séran                               | Cressin-Rochefort 45,788078° N, 5,767438° O            | Burg                  | Ruine |      |
| Schloss Romanèche Château de Romanèche                                                | Montluel 45,901726° N, 4,998967° O                     | Schloss               | |      |
| Schloss Romans Château de Romans                                                      | Garnerans 46,199054° N, 4,848222° O                    | Schloss               | |      |
| Schloss Romans Château de Romans                                                      | Romans 46,117911° N, 5,023578° O                       | Schloss               | |      |
| Schloss Le Roquet Château du Roquet                                                   | Trévoux                                                | Schloss               | |      |
| Schloss Rossillon Château de Rossillon                                                | Rossillon 45,8319° N, 5,5958° O                        | Schloss               | |      |
| Burg Rougemont Château de Rougemont                                                   | Aranc 46,005833° N, 5,525556° O                        | Burg                  | Ruine |      |
| Burg Saint-André Château de Saint-André                                               | Briord 45,774064° N, 5,479023° O                       | Burg                  | Ruine |      |
| Burg Saint-André-de-Corcy Motte castrale de Saint-André-de-Corcy                      | Saint-André-de-Corcy 45,924483° N, 4,978475° O         | Burg (Motte)          | Abgegangene Erd-/Turmhügelburg                                                                                        |      |
| Schloss Saint-Bernard Château de Saint-Bernard                                        | Saint-Bernard 45,944536° N, 4,73266° O                 | Schloss               | |      |
| Burg Saint-Cyr-sur-Menthon Poype de Saint-Cyr-sur-Menthon                             | Saint-Cyr-sur-Menthon 46,27713° N, 4,97447° O          | Burg (Poype)          | Abgegangene Erd-/Turmhügelburg                                                                                        |      |
| Burg Saint-Denis-en-Bugey Château de Saint-Denis-en-Bugey                             | Saint-Denis-en-Bugey 45,949296° N, 5,333873° O         | Burg                  | Ruine |      |
| Burg Saint-Germain Château de Saint-Germain                                           | Ambérieu-en-Bugey 45,948664° N, 5,376739° O            | Burg                  | Ruine |      |
| Festes Haus Saint-Germain Maison forte de Saint-Germain                               | Ambérieu-en-Bugey 45,9493° N, 5,372872° O              | Schloss (Festes Haus) | |      |
| Schloss Saint-Jean Château de Saint-Jean                                              | Mogneneins 46,13657° N, 4,808068° O                    | Schloss               | |      |
| Burg Saint-Jean-de-Thurigneux Motte castrale de Saint-Jean-de-Thurigneux              | Saint-Jean-de-Thurigneux 45,962984° N, 4,883744° O     | Burg (Motte)          | Abgegangene Erd-/Turmhügelburg                                                                                        |      |
| Schloss Saint-Martin Château de Saint-Martin                                          | Saint-Étienne-sur-Chalaronne 46,151901° N, 4,84474° O  | Schloss               | |      |
| Schloss Saint-Maurice-de-Rémens Château de Saint-Maurice-de-Rémens                    | Saint-Maurice-de-Rémens 45,9565° N, 5,2752° O          | Schloss               | |      |
| Schloss Sainte-Croix Château de Sainte-Croix                                          | Sainte-Croix 45,892594° N, 5,0557° O                   | Schloss               | |      |
| Schloss Sainte-Julie Château de Sainte-Julie                                          | Sainte-Julie 45,864978° N, 5,280099° O                 | Schloss               | |      |
| Schloss Saix Château de Saix                                                          | Péronnas 46,164418° N, 5,22381° O                      | Schloss               | |      |
| Schloss Salvert Château de Salvert                                                    | Attignat 46,292257° N, 5,161096° O                     | Schloss               | |      |
| Schloss Sandrans Château de Sandrans                                                  | Sandrans 46,063856° N, 4,981887° O                     | Schloss               | |      |
| Schloss Les Sardières Château des Sardières                                           | Bourg-en-Bresse 46,213621° N, 5,258878° O              | Schloss               | |      |
| Schloss Sérans Château de Sérans                                                      | Mogneneins 46,153165° N, 4,817011° O                   | Schloss               | |      |
| Schloss Sermenaz Château de Sermenaz                                                  | Neyron 45,818007° N, 4,923299° O                       | Schloss               | |      |
| Schloss La Serraz Château de la Serraz                                                | Seillonnaz 45,801382° N, 5,490068° O                   | Schloss               | |      |
| Schloss Les Seychallets Château des Seychallets                                       | Seyssel 45,951992° N, 5,831442° O                      | Schloss               | |      |
| Schloss Les Sires de Bâgé Château des sires de Bâgé                                   | Bâgé-le-Châtel 46,306475° N, 4,927765° O               | Schloss               | |      |
| Burg Le Soleil Château du Soleil                                                      | Beynost 45,829606° N, 4,999118° O                      | Burg                  | Ruine |      |
| Schloss Sure Château de Sure                                                          | Saint-André-de-Corcy 45,9307° N, 4,9643° O             | Schloss               | |      |
| Schloss Tanay Château de Tanay                                                        | Saint-Didier-de-Formans 45,955831° N, 4,772739° O      | Schloss               | |      |
| Schloss La Teyssonnière Château de La Teyssonnière                                    | Buellas 46,203423° N, 5,142151° O                      | Schloss               | |      |
| Burg Thol Château de Thol                                                             | Neuville-sur-Ain 46,065951° N, 5,368214° O             | Burg                  | Ruine |      |
| Schloss La Tour de Grilly Château de la Tour de Grilly                                | Grilly 46,331388° N, 6,114333° O                       | Schloss               | |      |
| Schloss La Tour Château de la Tour                                                    | Neuville-sur-Ain 46,07597° N, 5,374201° O              | Schloss               | |      |
| Schloss La Tour-des-Échelles Château de la Tour-des-Échelles                          | Jujurieux 46,038353° N, 5,410278° O                    | Schloss               | |      |
| Burg Tramoyes Poype de Tramoyes                                                       | Tramoyes                                               | Burg (Poype)          | Abgegangene Erd-/Turmhügelburg                                                                                        |      |
| Schloss Treffort Château de Treffort                                                  | Val-Revermont 46,27349° N, 5,37126° O                  | Schloss               | |      |
| Burg Trévoux Château de Trévoux                                                       | Trévoux 45,943347° N, 4,774954° O                      | Burg                  | Ruine |      |
| Schloss Vanans Château de Vanans                                                      | Saint-Didier-sur-Chalaronne 46,165446° N, 4,82075° O   | Schloss               | |      |
| Schloss Varambon Château de Varambon                                                  | Varambon 46,040528° N, 5,313793° O                     | Schloss               | |      |
| Schloss Varax Château de Varax                                                        | Saint-Paul-de-Varax 46,099699° N, 5,142748° O          | Schloss               | |      |
| Schloss Varepe Château de Varepe                                                      | Groslée-Saint-Benoît 45,719488° N, 5,577219° O         | Schloss               | |      |
| Schloss Varey Château de Varey                                                        | Saint-Jean-le-Vieux 46,026744° N, 5,404538° O          | Schloss               | |      |
| Schloss La Vénerie Château de la Vénerie                                              | Mogneneins 46,1461° N, 4,814245° O                     | Schloss               | |      |
| Schloss La Vernay Château de la Vernay                                                | Revonnas 46,161298° N, 5,332124° O                     | Schloss               | |      |
| Schloss Vesancy Château de Vesancy                                                    | Vesancy                                                | Schloss               | |      |
| Burg Villars Poype de Villars                                                         | Villars-les-Dombes 46,003177° N, 5,029507° O           | Burg (Poype)          | Abgegangene Erd-/Turmhügelburg                                                                                        |      |
| Festes Haus Villon Maison forte de Villon                                             | Villeneuve 46,053149° N, 4,843819° O                   | Burg (Festes Haus)    | |      |
| Schloss Volognat Château de Volognat                                                  | Nurieux-Volognat 46,176338° N, 5,511473° O             | Schloss               | |      |